# دولت کمونیستی
یک دولت کمونیستی یا دولت مارکسیست–لنینیستی نظام تک‌حزبی است که توسط حزب کمونیست بر پایه ایدئولوژی مارکسیسم–لنینیسم اداره می‌شود.

نقشه‌ای از کشورهای کمونیستی

نماد داس و چکش کمونیسم

چین، لائوس، ویتنام، کوبا و کره شمالی تنها کشورهای کمونیستی حال حاضر هستند. کشورهای بلوک شرق سابق و اتحاد جماهیر شوروی از قوانین و اندیشه‌های کارل مارکس و ولادیمیر لنین تبعیت می‌کردند. گسترش دولت های کمونیستی در جنگ سرد به وجود آمدند مثل جمهوری خلق چین، کره شمالی و ویتنام شمالی که در جنگ با ویتنام جنوبی پیروز شد و اکنون یک کشور واحد است.